# دفنة بنطسية
دفنة بنطسية (الاسم العلمي: Daphne pontica) هي نوع من النباتات يتبع جنس الدفنة من الفصيلة المثنانية.